# Montes Cordillera
Montes Cordillera (la denominació prové del vocable castellà: "cordillera"; cadena de muntanyes) és el nom d'un sistema muntanyenc de la Lluna. Aquest relleu característic forma la paret exterior de cims que envolten la conca d'impacte de la Mare Orientale. L'anell interior està format pels Montes Rook. Té un diàmetre de 963 km.
Els cims estan situats travessant el limbe sud-oest de la Lluna, de manera que s'observen parcialment des de la Terra. L'extrem occidental està aproximadament en els 116° O de longitud, en el costat ocult de la Lluna. La part del nord se situa just al sud de l'equador lunar, mentre que l'extensió cap al sud aconsegueix aproximadament 38° S. La cara interior de la serralada és un anell senzill, desigual i escarpat que envolta els Montes Rook, mentre que l'extensió exterior consta d'una plataforma ampla formada pels materials ejectats que es van dipositar durant la formació de la Mare Orientale. Aquests materials han format diverses crestes i valls radials al Mare Orientale, i han modificat fortament les formacions properes de cràters preexistents.
Al llarg del costat interior de la serralada cap al nord-est es localitza un petit mar lunar, denominat Lacus Autumni, o Llac de Tardor. Al nord-est es troben els cràters Schlüter i Hartwig. Aquest últim ha estat significativament modificat pels materials ejectats de la Mare Orientale, mentre que l'altre és una formació més jove, resultat d'un impacte posterior.
La porció sud-est de la serralada conté els cràters Krasnov i Shaler. Al sud-est d'aquesta última formació, apareix la vall radial denominada Vallis Bouvard. Més cap al sud i a l'est, apareixen altres dues valls radials, el Vallis Baade i Vallis Inghirami. Una tercera vall radial similar, el Vallis Bohr, se situa al nord dels Muntis Serralada, a l'oest del cràter Bohr.